# Háromezer év vágyakozás
A Háromezer év vágyakozás (eredeti cím: Three Thousand Years of Longing) 2022-es fantasyfilm, amelynek társírója, producere és rendezője George Miller. A film A. S. Byatt The Djinn in the Nightingale's Eye című regényének adaptációja. A főszerepben Idris Elba és Tilda Swinton látható.
Világpremierje a 2022-es cannes-i fesztiválon volt 2022. május 20-án. Az Amerikai Egyesült Államokban 2022. augusztus 26-án mutatták be a mozikban, Magyarországon szeptember 8-án jelent meg a Prorom Entertainment Kft. forgalmazásában.

## Rövid történet
Egy Isztambulba utazó magányos tudós felfedez egy dzsinnt, aki három kívánságot kínál neki a szabadságáért cserébe.

## Szereplők
- Idris Elba – Dzsinn
- Tilda Swinton – Alithea Binnie
  - Alyla Browne – Alithea Binnie fiatalon
- Aamito Lagum – Sába királynője[1]
- Burcu Gölgedar – Zefir[1]
- Matteo Bocelli – Mustafa herceg[1]
- Kaan Guldur – IV. Murád
- Jack Braddy – Ibrahim
- Hugo Vella – Ibrahim fiatalon
- Pia Thunderbolt – Ezgi
- Anna Adams – Sugar Lump
- David Collins – Vicces mesélő
- Angie Tricker – Narratológus
- Anthony Moisset – Hotel portás

## Bemutató
2020 májusában a Metro-Goldwyn-Mayer (a United Artists Releasing révén) megszerezte a film észak-amerikai forgalmazási jogait, a Metropolitan Filmexport és a Sunac Culture pedig a franciaországi, illetve a kínai forgalmazást. Az ausztrál forgalmazást a Roadshow Entertainment, míg az Egyesült Királyságban az Entertainment Film Distributors végzi.
A film világpremierje 2022. május 20-án volt a cannes-i filmfesztiválon, ahol a közönség hatperces álló ovációval fogadta. Egy aktivista, aki az orosz katonák által Ukrajnában elkövetett szexuális erőszak ellen tiltakozott, megjelent a film premierjén, és sikoltozva meztelenre vetkőzött, majd a cannes-i biztonságiak eltávolították. Ezen a napon jelent meg az első előzetes is.
A Háromezer év vágyakozás a tervek szerint 2022. augusztus 26-án kerül a mozikba az Egyesült Államokban, majd szeptember 1-jén Ausztráliában.